# Wilczomlecz słodki
Wilczomlecz słodki (Euphorbia dulcis L.) – gatunek rośliny należący do rodziny wilczomleczowatych (Euphorbiaceae). Występuje w Europie sięgając Ukrainy i Macedonii, a w Polsce w Sudetach, na Pogórzu Sudeckim, w Karpatach Zachodnich i na nielicznych stanowiskach w głębi kraju.

## Morfologia
PokrójRoślina o mięsistym, rozgałęzionym kłączu.
ŁodygaObła, luźno ulistniona, osiąga wysokość 20–50 cm i grubość ok. 3 mm.
LiściePojedyncze, skrętoległe, owłosione, jajowatolancetowate, tępe, siedzące bądź krótkoogonkowe.
KwiatyKwiatostan typu 3-5 ramiennej wierzchotki. Zawiera uproszczone kwiaty zebrane w nibykwiat. Kwiat żeński z jednym słupkiem otoczony jest kilkoma jednopręcikowymi miodnikami. Miodniki poprzecznie owalne, barwy żółtawozielonej do ciemnopurpurowej. Zalążnia owłosiona.
OwocTorebka o długości 3 mm, pokryta brodawkami. Nasiona z elajosomem, rozsiewane przez mrówki.

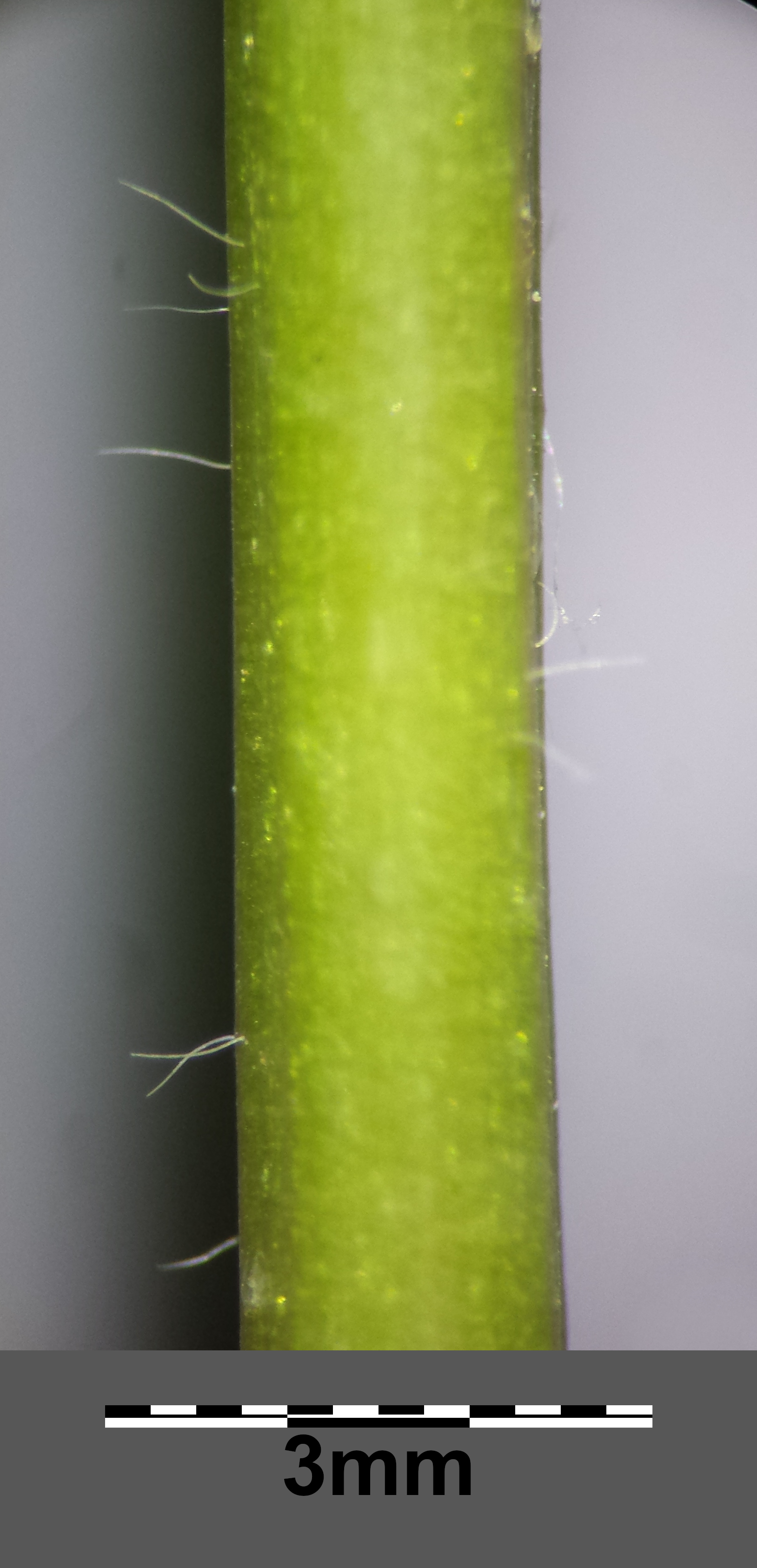
Łodyga
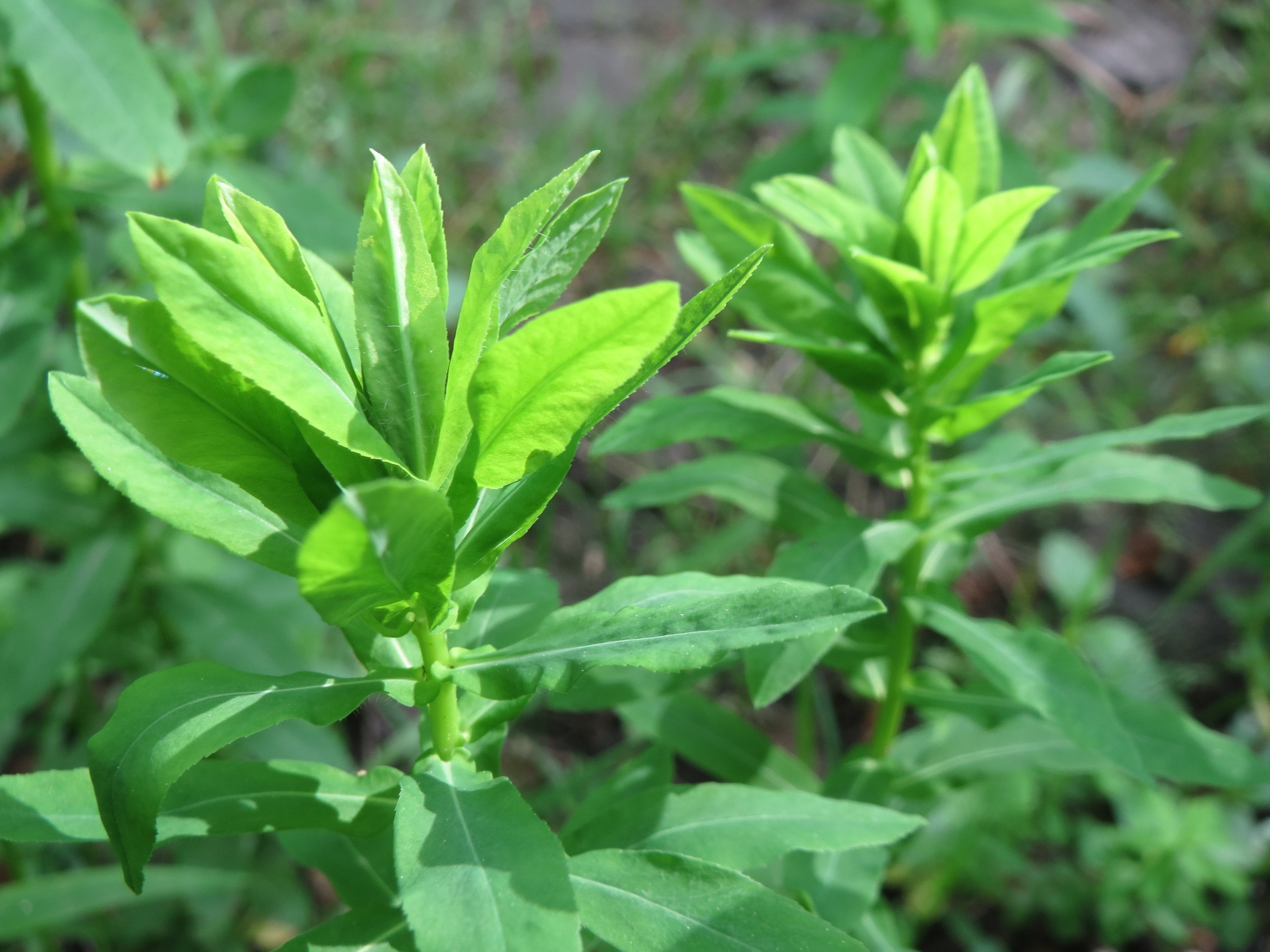
Liście
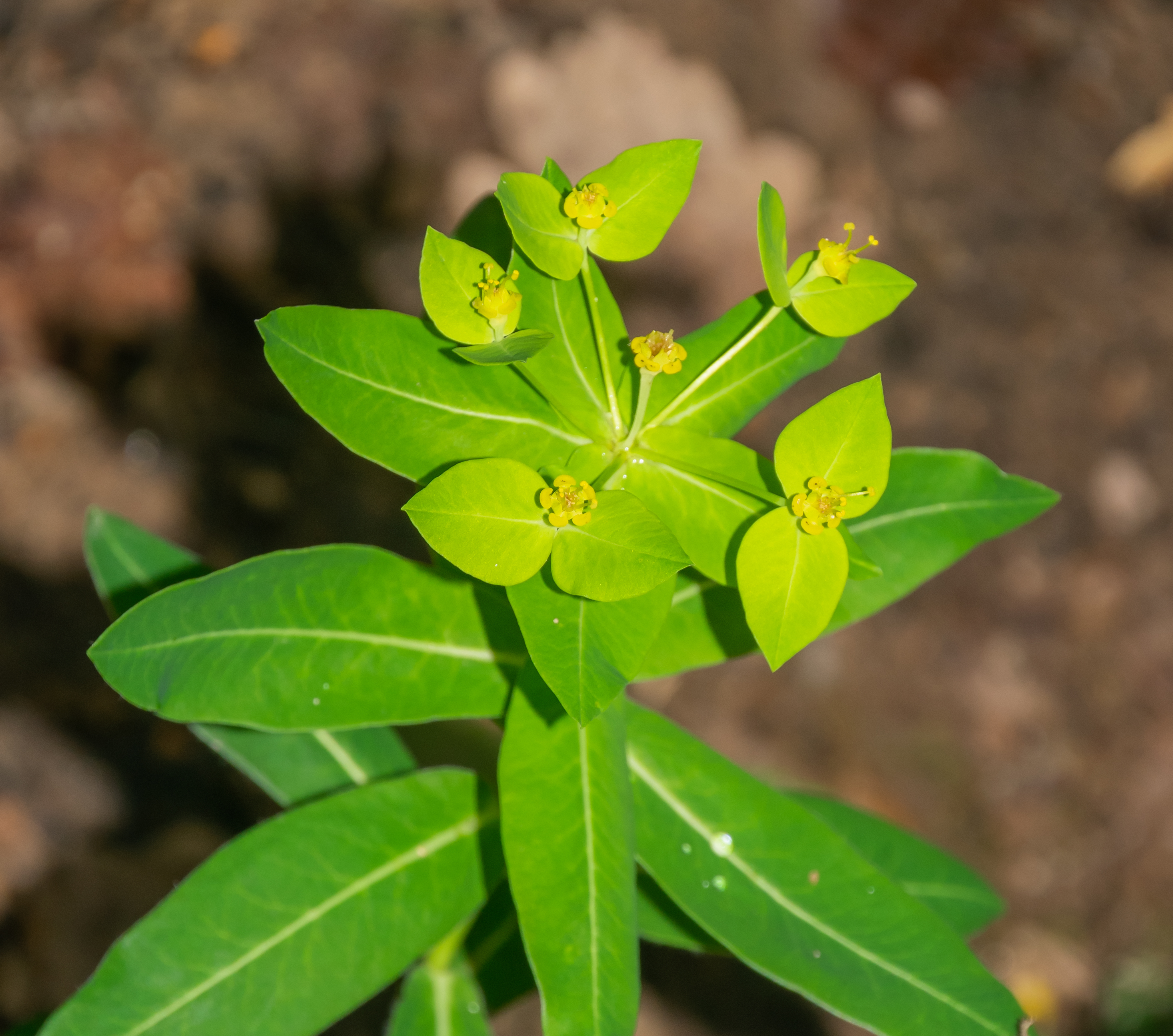
Kwiatostan
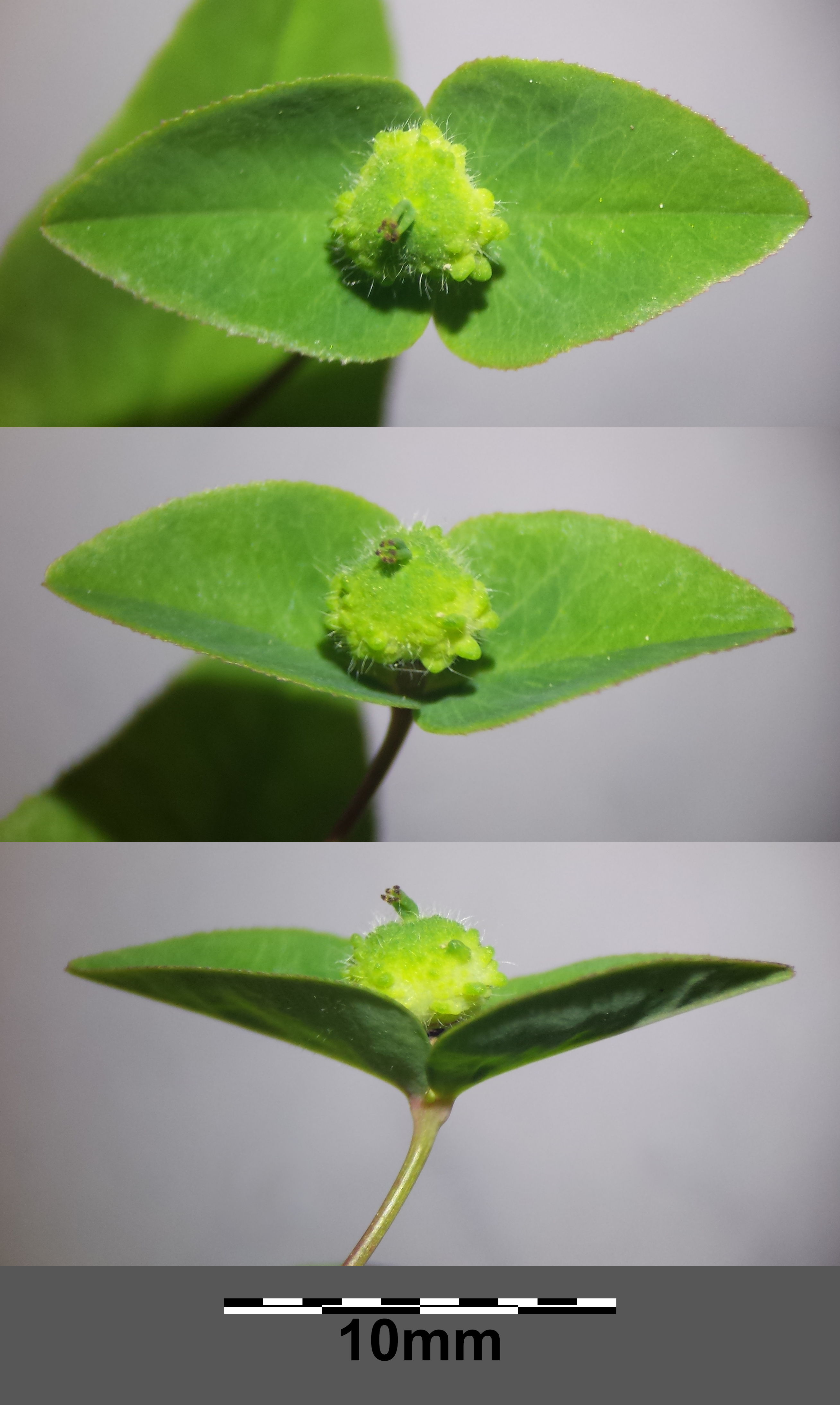
Owoc

## Biologia i ekologia
Bylina. Kwitnie od kwietnia do maja. Zasiedla gleby świeże, żyzne, o odczynie obojętnym. Występuje w lasach liściastych i mieszanych.